# Liste der Landschaftsschutzgebiete im Kreis Steinburg
Die Liste der Landschaftsschutzgebiete im Kreis Steinburg enthält die Landschaftsschutzgebiete des Kreises Steinburg in Schleswig-Holstein.
| Bild | Nummer   | Bezeichnung des Gebietes | Fläche in Hektar                                                                                                  | WDPA-ID | Koordinaten | Gemeinde(n) | Datum der Verordnung Nummer im Naturschutzbuch | Fundstelle |
| ---- | -------- | --- | --- | --- | ----------- | --- | ---------------------------------------------- | ---------- |
|      | 61-IZ-01 | Der Kreis Steinburg hat mehrere Flächen unter dem gemeinsamen Namen „Landschaftsbestandteile und Landschaftsteile im Bereich mehrerer Gemeinden“ zusammengefasst. Nr. 1: Waldfläche „Lehmwohld“ Nr. 2: Waldfläche „Heiligenstedtener Holz“ Nr. 4: Waldfläche „Hackstruck“ Nr. 5: „Stormsteich mit näherer Umgebung“ Nr. 7: Waldfläche „Vorderholz“ Nr. 8: Waldfläche „Gehege Überstör und Katzenkuhle“ einschließlich Baumbestand südlich des Breitenburger Weges Nr. 12: Waldfläche „Bornbusch“ bei Oelixdorf Nr. 13: Eichenwald Nordoe Nr. 16: Glasberg Nr. 17: Waldfläche bei Kellinghusen Nr. 18: Waldfläche „Wulfshorst“ | Nr. 1: 20 Nr. 2: 65 Nr. 4: 21 Nr. 5: 5 Nr. 7: 50 Nr. 8: 100 Nr. 12: 5 Nr. 13: 14 Nr. 16: 15 Nr. 17: 22 Nr. 18: 21 | Nr 1: 322416 Nr. 2: 321013 Nr. 4: 325249 Nr: 5: 322002 Nr. 7: 322657 Nr: 8: Nr. 12: 322274 Nr. 13: 321772 Nr. 16: 322265 Nr. 17: 321697 Nr. 18: 555700833 | Position    | Nr. 1: Itzehoe Nr. 2: Heiligenstedten Nr. 4: Itzehoe Nr. 5: Itzehoe Nr. 7: Itzehoe Nr. 8: Oelixdorf Nr. 12: Oelixdorf Nr. 13: Breitenburg Nr. 16: Sarlhusen Nr. 17: Kellinghusen, Störkathen Nr. 18: Rosdorf | 22. Oktober 1940                               | Verordnung |
|      | 61-IZ-02 | Geesthang bei Dägeling mit Bockwischer Moor | 158,07 | 321013 | Position    | Dägeling, Krempermoor | 13. September 1957 Nr. 32                      | Verordnung |
|      | 61-IZ-03 | Twiedtberge mit Umgebung | 18,41 | 325249 | Position    | Itzehoe | 24. Februar 1961 Nr. 33                        | Verordnung |
|      | 61-IZ-04 | Joachimsquelle | 100,71 | 322002 | Position    | Poyenberg, Hennstedt | 28. August 1980 Nr. 34                         | Verordnung |
|      | 61-IZ-05 | Lohmühlenteich | 30,15 | 322657 | Position    | Hohenlockstedt | 18. Januar 1963 Nr. 35                         | Verordnung |
|      | 61-IZ-06 | Charlottenhöhe | 119,67 | 320249 | Position    | Oelixdorf | 24. Februar 1964 und 4. März 1965 Nr. 36       | Verordnung |
|      | 61-IZ-07 | Königsmoor | 1336,60 | 322274 | Position    | Altenmoor, Kiebitzreihe | 21. Juli 1982 Nr. 37                           | Verordnung |
|      | 61-IZ-08 | Horstmühle | 22,22 | 321772 | Position    | Horst | 30. November 1972 Nr. 38                       | Verordnung |
|      | 61-IZ-09 | Kollmarer Marsch | 4782,24 | 322265 | Position    | Kollmar, Neuendorf, Glückstadt | 10. Juli 1980 Nr. 39                           | Verordnung |
|      | 61-IZ-10 | Hohenfelder Moor | 54,18 | 321697 | Position    | Hohenfelde | 27. August 1982 Nr. 40                         | Verordnung |

Anmerkungen
1. ↑  Die Koordinaten entsprechen dem Mittelpunkt eines Rechtecks, das die Grenzen des Landschaftsschutzgebietes einrahmt. Aufgrund der Form eines Areals können sie auch außerhalb des eigentlichen Gebietes liegen. Die Tabellenspalte WDPA-ID gibt die genauen Grenzen an.